# Super Colossal
Super Colossal é o décimo primeiro álbum de estúdio do guitarrista de rock instrumental Joe Satriani. Foi lançado em 14 de março de 2006.
Marcos Bragato, colunista do Jornal do Brasil definiu assim este álbum:
| “ | "... em cada música deste álbum, além de solos e evoluções, há partes em que o guitarrista cria uma linha melódica que impulsiona o ouvinte a cantarolar. Funciona assim em todo o álbum, mas principalmente em “Movin’ on” e a excepcional “Theme For a Strange World”. A novidade é que Satriani abre mão da voracidade de outrora e investe em passagens cadenciadas, mas não menos sofisticadas." | ” |

## Faixas
Todas as canções foram compostas por Joe Satriani.
| N.º            | Título                      | Duração |  |
| 1.             | "Super Colossal"            | 4:14    |  |
| 2.             | "Just Like Lightnin'"       | 4:01    |  |
| 3.             | "It's So Good"              | 4:14    |  |
| 4.             | "Redshift Riders"           | 4:50    |  |
| 5.             | "Ten Words"                 | 3:28    |  |
| 6.             | "A Cool New Way"            | 6:13    |  |
| 7.             | "One Robot's Dream"         | 6:16    |  |
| 8.             | "The Meaning of Love"       | 4:34    |  |
| 9.             | "Made of Tears"             | 5:32    |  |
| 10.            | "Theme for a Strange World" | 4:39    |  |
| 11.            | "Movin' On"                 | 4:05    |  |
| 12.            | "A Love Eternal"            | 3:33    |  |
| 13.            | "Crowd Chant"               | 3:14    |  |
| Duração total: | Duração total:              | 58:53   |  |

## Créditos Musicais
- Joe Satriani – guitarras, teclados, baixo, engenharia e produção
- Jeff Campitelli – baterias (exceto as faixas 6 e 9), percussão (exceto as faixas 6 e 9)
- Simon Phillips – baterias (faixas 6 e 9), engenharia

### Produção e Edição
- Eric Caudieux – Edição, Design de som
- Mike Fraser – Engenharia, mixagem, produção
- Rob Stefanson – Assistente de Engenharia
- Stephan Nordin – Assistente de Engenharia
- George Marino – Masterização

## Prêmios e Indicações

### Álbum
| Ano  | Prêmio        | Indicação                    | Resultado |
| ---- | ------------- | ---------------------------- | --------- |
| 2006 | Grammy Awards | Best Rock Instrumental Album | Indicado  |

## Paradas Musicais

### Álbum
| Ano  | Ranking                       | Posição |
| ---- | ----------------------------- | ------- |
| 2006 | The Billboard 200             | #86     |
| 2006 | Billboard Top Internet Albums | #86     |
| 2006 | Schweizer Hitparade           | #83     |
| 2006 | Dutch Albums Top 100          | #89     |
| 2006 | France Albums Top 150         | #86     |
| 2006 | Italy Albums Top 100          | #97     |